# Pauline Irene Nguene
Pauline Irene Nguene, sinh ra ở Kendeck, là một chính trị gia người Cameroon, Bộ trưởng Bộ Xã hội trong chính phủ của Philemon Yang.

## Cuộc sống ban đầu

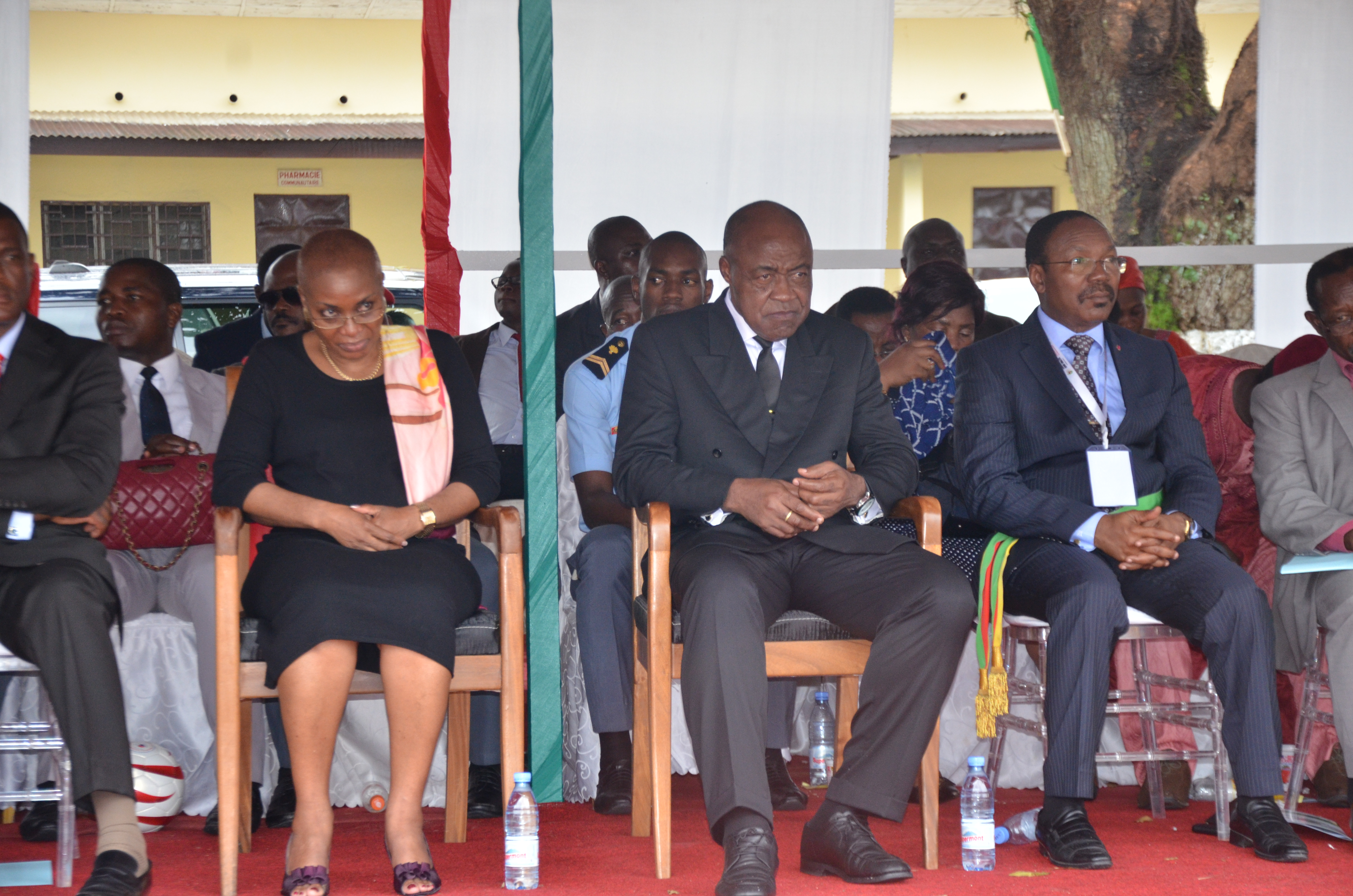
Bộ trưởng các vấn đề xã hội của Cameroon tại Cúp các quốc gia châu Phi dành cho người mù và khiếm thị cùng với Bộ trưởng Bộ Thể thao và Giáo dục thể chất Pierre Bidoung Mkpatt

Nguene đến từ làng Minka (Makak)  thuộc phân khu Nyong-et-Kellé ở khu vực miền Trung (Cameroon).

## Giáo dục
Nguene tốt nghiệp ngành Hóa dầu tại Hoa Kỳ. Sau đó, cô đã hoàn thành khóa đào tạo này ở Canada với bằng MBA.

## Sự nghiệp
Vào ngày 13 tháng 1 năm 2009, Nguene được bổ nhiệm làm Trưởng ban Hỗ trợ Hoàn thành Hợp đồng Hợp tác (CARPA). Đây là một tổ chức chịu trách nhiệm thúc đẩy quan hệ đối tác kinh tế giữa khu vực công và tư nhân. Bà cũng là Chủ tịch hội đồng quản trị của Trung tâm phục hồi chức năng của người khuyết tật (CNRPH) Hồng y-Paul-Émile-Léger.
Vào ngày 2 tháng 10 năm 2015, sau một cuộc xáo trộn nội các, cô được bổ nhiệm làm Bộ trưởng Bộ Xã hội trong chính phủ của Philemon Yang, kế nhiệm Catherine Bakang Mbock.